# 筒藤壶属
筒藤壶属（学名：Cylindrolepas）为藤壶科的一个属。

## 下级分类
本属包括以下物种：
- Cylindrolepas darwiniana Pilsbry, 1916
- 中华筒藤壶 Cylindrolepas sinica Ren, 1980